# Балаковский драматический театр имени Е. А. Лебедева
Балако́вский драмати́ческий теа́тр и́мени Е. А. Ле́бедева (до 27 февраля 2001 года — Теа́тр «Ковче́г») — драматический театр в Балаково, основанный в 1997 году и закрытый 30 декабря 2015.

## История театра
Идея создания театра в городе Балаково появилась давно. Город быстро развивался и рос, в городе были прекрасные дворцы химиков и строителей, но театра не было.
Начало театру было положено группой артистов и театральных деятелей, приехавших из Кустанайского русского драматического театра. На её основе и возник муниципальный Балаковский драматический театр.
16 ноября 1997 года в Балаково учреждён драматический театр. Учредителями театра стало управление культуры Балаковского муниципального округа.
Открылся театр премьерой спектакля по пьесе Никиты Воронова «Страсти по Торчалову».
С 4 августа 1999 года театр назывался «Ковчег». 27 февраля 2001 года театру присвоено имя уроженца Балаково, народного артиста СССР Евгения Лебедева.

## Труппа театра
Труппу театра составили актёры, приехавшие из разных городов страны. Основу труппы составили актёры из Костаная, кроме того были актёры из Иркутска, Баку, Таганрога.
- Главный режиссёр — Сергиенко, Виктор Владимирович
- Главный художник — Зюков, Сергей Григорьевич
- Заслуженный артист Казахстана — Прядко Олег Борисович
- Заслуженная артистка Казахстана — Бакаева Людмила Александровна
- Карелина Юлия Георгиевна
- Прядко Клавдия Васильевна
- Прядко Марианна Олеговна
- Прядко Борис Олегович
- Фирсов Александр Дмитриевич
- Соколов Валентин Александрович
- Гриднева Нина Ивановна
- Чернов Владимир Иванович
- Базаров Александр Николаевич
- Романовский Олег Анатольевич
- Ткач Алла Владимировна
- Рогова Диана Игоревна
- Царёва Анастасия Георгиевна
- Адылова Марина Хайдаровна
- Епифанова Екатерина Леонидовна

## Репертуар
- «Люти» А.Дударева
- «Неугомонный дух» Ноэля Коуарда
- «Мнимый больной» Ж.-Б.Мольер
- «Браво, Лауренсия!» Надежды Птушкиной
- «Плачу вперед!» Надежды Птушкиной
- «Вождь краснокожих» О.Генри
- «Лесные приключении» Е.Карелина
- «Две Бабы Яги» Т.Карелина, Р.Сеф
- «Ослиная шкура» Г.Мордвинцева
- «Капризная принцесса» по произведениям С. Я. Маршака
- «Любовь и ненависть»
- «Ким» А.Дударева
- «Самоубийца» Николая Эрдмана
- «Золотой цыпленок» В. Орлова
- «Золотой ключик» А. Толстого
- «Все мыши любят сыр» Д. Урбан
- «Кот в сапогах» С.Прокофьева, Г.Сапгир
- «Милый Друг» Ги де Мопассан
- «Прибайкальская кадриль» В. Гуркин
- «Не всё коту масленица» А Орловский
- «Фантазии мадам Дюмюр» М. Митуа
- «Чужая жена и муж под кроватью» Ф. М. Достоевского
- «Принц-актёр» Л.Титова, А.Староторжский